# Таджури-Шради, Исмаэль
Исмаэль Таджури-Шради (араб. إسماعيل التاجوري الشرادي‎; нем. Ismael Tajouri-Shradi; род. 28 марта 1994, Берн, Швейцария) — ливийский и австрийский футболист, правый полузащитник клуба «Ас-Суэхли» и сборной Ливии.

## Биография

### Ранние годы
Родился в столице Швейцарии, Берне, в семье ливийского дипломата, работника посольства Ливии. Переехал в Австрию в возрасте девяти лет, австрийский паспорт получил в марте 2016 года. Всегда считал себя ливийцем.

### Клубная карьера
Воспитанник академий австрийских клубов. С лета 2011 года Таджури начал выступать за вторую команду венской «Аустрии». После достижения совершеннолетия подписал профессиональный контракт. В мае 2013 года венский клуб сообщил о продлении контракта с Таджури до лета 2015 года. В начале 2014 года «Аустрия» продлила его контракт до 2017 года и отправила в аренду в клуб «Райндорф Альтах» до конца сезона 2014/15. Забив 4 гола в 15 матчах в Эрсте-лиге, Таджури помог «Альтаху» пробиться в Бундеслигу. Его дебют в высшей австрийской лиге состоялся 13 августа 2014 года в матче против клуба «Адмира Ваккер Мёдлинг». Всего в дебютном сезоне в Бундеслиге Исмаэль сыграл в 28 матчах, забил 4 гола. Летом 2015 года Таджури, вернувшийся в «Аустрию», продлил контракт до лета 2018 года, однако в августе был отдан «Альтаху» в аренду ещё на один сезон с опцией выкупа. Летом 2016 года он вновь вернулся в «Аустрию», и 17 июля дебютировал за венский клуб в матче первого раунда Кубка Австрии 2016/17 против клуба «Дорнбирн 1913», на 56-й минуте встречи забив свой первый гол в форме родной команды. Играл за «Аустрию» в течение последующих полутора сезонов, являясь игроком основного состава, в 49 матчах чемпионата забил 8 раз.
12 января 2018 года Таджури перешёл в клуб MLS «Нью-Йорк Сити». За нью-йоркский клуб дебютировал 4 марта в матче стартового тура сезона 2018 против «Спортинга Канзас-Сити». 17 марта в поединке против «Орландо Сити», впервые выйдя в стартовом составе, забил свой первый гол за клуб из Бронкса. В феврале 2019 года Таджури-Шради получил грин-карту и в MLS перестал считаться иностранным игроком. 16 января 2020 года согласовал с «Нью-Йорк Сити» новый многолетний контракт.
14 декабря 2021 года новообразованный клуб «Шарлотт» выбрал Таджури-Шради на драфте расширения MLS, после чего продал его клубу «Лос-Анджелес» за $400 тыс. в общих распределительных средствах. Пропустив первые два матча сезона из-за травмы, за «Лос-Анджелес» он дебютировал 12 марта 2022 года в матче против «Интер Майами», выйдя на замену на 70-й минуте и забив гол со штрафного удара на 82-й минуте.
5 августа 2022 года Таджури-Шради был приобретён клубом «Нью-Инглэнд Революшн» за $400 тыс. в общих распределительных средствах. «Лос-Анджелес» получил бы дополнительно $200 тыс., если контракт с ним был бы продлён на сезон 2024. По окончании сезона 2022 «Нью-Инглэнд Революшн» не стал продлевать контракт с Таджури-Шради. Он не сыграл за клуб ни одного матча из-за травмы, которая, по заявлению главного тренера Брюса Арены, могла стать причиной завершения карьеры.
4 января 2023 года Таджури-Шради присоединился к клубу чемпионата Кипра «Омония», подписав контракт на полтора года. За «Омонию» дебютировал 2 февраля в матче против «Анортосиса», выйдя на замену на 77-й минуте вместо Романа Безуса. 18 марта в матче против «Аполлона» забил свой первый гол за «Омонию». 30 мая «Омония» проинформировала Таджури-Шради, что не воспользуется своим правом на продление его контракта.
6 июля 2023 года Таджури-Шради вернулся в MLS, подписав контракт с «Миннесотой Юнайтед» до конца сезона 2023 с опциями продления на сезоны 2024 и 2025. За «Миннесоту Юнайтед» дебютировал 8 июля в матче против «Остина», выйдя на замену на 56-й минуте. 12 июля в матче против «Хьюстон Динамо» забил свой первый гол за «Миннесоту Юнайтед». По окончании сезона 2023 «Миннесота Юнайтед» отклонила контрактную опцию Таджури-Шради, но провела переговоры с ним о перезаключении контракта.

### Международная карьера
Летом 2012 года Таджури сыграл один матч в составе молодёжной сборной Ливии, против сверстников из Марокко.
За первую сборную Ливии Таджури-Шради дебютировал 8 сентября 2018 года в матче квалификации Кубка африканских наций 2019 против сборной ЮАР.

## Статистика выступлений
| Выступление          | Выступление       | Выступление      | Лига | Лига | Кубок | Кубок | Континент. | Континент. | Прочие | Прочие | Итого | Итого |
| Клуб                 | Лига              | Сезон            | Игры | Голы | Игры  | Голы  | Игры       | Голы       | Игры   | Голы   | Игры  | Голы  |
| -------------------- | ----------------- | ---------------- | ---- | ---- | ----- | ----- | ---------- | ---------- | ------ | ------ | ----- | ----- |
| Аустрия Вена II      | Региональная лига | 2011/12          | 9    | 1    | —     | —     | —          | —          | —      | —      | 9     | 1     |
| Аустрия Вена II      | Региональная лига | 2012/13          | 27   | 6    | —     | —     | —          | —          | —      | —      | 27    | 6     |
| Аустрия Вена II      | Региональная лига | 2013/14          | 12   | 3    | —     | —     | —          | —          | —      | —      | 12    | 3     |
| Аустрия Вена II      | Региональная лига | 2015/16          | 2    | 1    | —     | —     | —          | —          | —      | —      | 2     | 1     |
| Аустрия Вена II      | Итого             | Итого            | 50   | 11   | —     | —     | —          | —          | —      | —      | 50    | 11    |
| Райндорф Альтах      | Первая лига       | 2013/14          | 15   | 4    | 0     | 0     | —          | —          | —      | —      | 15    | 4     |
| Райндорф Альтах      | Бундеслига        | 2014/15          | 28   | 4    | 3     | 1     | —          | —          | —      | —      | 31    | 5     |
| Райндорф Альтах      | Бундеслига        | 2015/16          | 19   | 1    | 2     | 0     | —          | —          | —      | —      | 21    | 1     |
| Райндорф Альтах      | Итого             | Итого            | 62   | 9    | 5     | 1     | —          | —          | —      | —      | 67    | 10    |
| Райндорф Альтах II   | Региональная лига | 2014/15          | 2    | 1    | —     | —     | —          | —          | —      | —      | 2     | 1     |
| Райндорф Альтах II   | Региональная лига | 2015/16          | 1    | 1    | —     | —     | —          | —          | —      | —      | 1     | 1     |
| Райндорф Альтах II   | Итого             | Итого            | 3    | 2    | —     | —     | —          | —          | —      | —      | 3     | 2     |
| Аустрия Вена         | Бундеслига        | 2015/16          | 0    | 0    | 0     | 0     | —          | —          | —      | —      | 0     | 0     |
| Аустрия Вена         | Бундеслига        | 2016/17          | 32   | 8    | 4     | 2     | 10         | 0          | —      | —      | 46    | 10    |
| Аустрия Вена         | Бундеслига        | 2017/18          | 17   | 0    | 3     | 0     | 9          | 1          | —      | —      | 29    | 1     |
| Аустрия Вена         | Итого             | Итого            | 49   | 8    | 7     | 2     | 19         | 1          | —      | —      | 75    | 11    |
| Нью-Йорк Сити        | MLS               | 2018             | 27   | 11   | 0     | 0     | —          | —          | 3      | 1      | 30    | 12    |
| Нью-Йорк Сити        | MLS               | 2019             | 19   | 5    | 2     | 1     | —          | —          | 1      | 1      | 22    | 7     |
| Нью-Йорк Сити        | MLS               | 2020             | 15   | 3    | —     | —     | 3          | 0          | 2      | 0      | 20    | 3     |
| Нью-Йорк Сити        | MLS               | 2021             | 23   | 7    | —     | —     | —          | —          | 3      | 0      | 26    | 7     |
| Нью-Йорк Сити        | Итого             | Итого            | 84   | 26   | 2     | 1     | 3          | 0          | 9      | 2      | 98    | 29    |
| Лос-Анджелес         | MLS               | 2022             | 6    | 2    | 0     | 0     | —          | —          | —      | —      | 6     | 2     |
| Лос-Анджелес         | Итого             | Итого            | 6    | 2    | 0     | 0     | —          | —          | —      | —      | 6     | 2     |
| Нью-Инглэнд Революшн | MLS               | 2022             | 0    | 0    | —     | —     | —          | —          | —      | —      | 0     | 0     |
| Нью-Инглэнд Революшн | Итого             | Итого            | 0    | 0    | —     | —     | —          | —          | —      | —      | 0     | 0     |
| Омония               | Чемпионат Кипра   | 2022/23          | 11   | 1    | 3     | 0     | —          | —          | —      | —      | 14    | 1     |
| Омония               | Итого             | Итого            | 11   | 1    | 3     | 0     | —          | —          | —      | —      | 14    | 1     |
| Миннесота Юнайтед    | MLS               | 2023             | 10   | 1    | —     | —     | 1          | 0          | —      | —      | 11    | 1     |
| Миннесота Юнайтед    | Итого             | Итого            | 10   | 1    | —     | —     | 1          | 0          | —      | —      | 11    | 1     |
| Всего за карьеру     | Всего за карьеру  | Всего за карьеру | 275  | 60   | 17    | 4     | 23         | 1          | 9      | 2      | 324   | 67    |

1. ↑  В графу «Континентальные» входят игры и голы в Лиге Европы УЕФА, Лиге чемпионов КОНКАКАФ и Кубке лиг.
2. ↑  В графу «Прочие» входят игры и голы в плей-офф Кубка MLS и плей-офф Турнира MLS is Back.

## Достижения
Командные
 «Райндорф Альтах»
- Победитель Первой лиги Австрии: 2013/14

 «Нью-Йорк Сити»
- Чемпион MLS (обладатель Кубка MLS): 2021

 «Омония»
- Обладатель Кубка Кипра: 2022/23